# Діого Акоста
Діого да Сілва Фаріас або просто Діого Акоста (порт.-браз. Diogo da Silva Farias / Diogo Acosta; нар. 13 червня 1990, Трес-Корасойнс, Бразилія) — бразильський футболіст, нападник еміратського клубу «Емірейтс Клаб».

## Життєпис

### Виступи на батьківщині та Південній Кореї
Народився в місті Трес-Корасойнс, вихованець місцевого клубу «Сан-Бернарду». Дорослу футбольну кар'єру розпочав 2009 року в другій команді бразильського «Палмейраса». Наступного року повернувся до «Сан-Бернарду», виступав в оренді за бразильські клуби «Комерсіаль», «Аваї» та «Оесте».
У січні 2013 року вперше відправився в оренду до південнокорейського клубу «Інчхон Юнайтед». У сезоні 2013 року відзначився 7-ма голами в 23-ох матчах за «Інчхон». Після цього повернувся до Бразилії. 30 червня 2014 року вдруге перейшов в оренду до «Інчхон Юнайтед».

### «Етуаль дю Сахель»
10 червня 2015 року підписав 3-річний контракт з туніським клубом «Етуаль дю Сахель». У своєму дебютному матчі за «Етуаль» Діого Акосту вигнали на 30-ій хвилині гри після провокації гравця на адресу гравця «Есперанс» (Туніс). Два тижні по тому відзначився своїм першим голом ударом головою після кутового у виїзному матчі Кубку Тунісу проти «Сфаксьєна». Цей м'яч дозволив «Етуаль» спочатку відігратися, а потім і виграти матч.
Початок сезону 2015/16 років видався для Діого Акости вдалим, він регулярно відзначався голами, що дозволило його команді перемагати й набирати очки. Окрім цього, вище вказані голт часто ставали вирішальними й дозволили бразильцю завоювати репутацію «Пана 1:0». Після відновлення чемпіонату по завершенні зимової паузи не демонстрував такої результативності. Але відновлення тренульного процесу дозволило бразильцеві набрати форму й відзначитися декільккома важливими голами, у тому числі й у переможному (1:0) поєдинку проти «Зарзіса» в Сусі.

### Подальша кар'єра
Під час зимової перерви сезоні 2017/18 року перейшов до «Дібби Аль-Фуджара» з Ліги Перської затоки ОАЕ. З 2018 по 2019 рік виступав за катарський клуб «Аль-Хор». У 2019 року повернувся в «Діббу Аль-Фуджару».
У червні 2019 року перейшов до представника Джей-ліги «Вегалта Сендай». Однак у японському клубі зіграв лише два офіційних матчі, а 5 січня 2020 року, по завершенні терміну дії контракту, залишив команду. Після цього перебрався до «Емірейтс Клаб», кольори якого захищає й донині.

## Стиль гри
Діого Акоста чудово грає в повітрі та бездоганно контролює м'ячем. Виступає на позиції основного нападником, часто вирішальним, але легко губиться при пресингу. Часто приносить перемоги у вирішальних матчах, особливо коли його команда грає в гостях або переживає складний період (гол у нічийному (1:1) поєдинку першого туру сезону 2016/17 проти Сфаксьєн, а потім у матчі плей-оф у Сфаксі, гол у нічийному (1:1) поєдинку проти «Есперанса» (Зарзіс), дубль в поєдинку Ліги чемпіонів КАФ 2016 проти «Еньїмби»).

## Досягнення
«Етуаль дю Сахель»
- Туніська професійна ліга 1
  -  Чемпіон (1): 2015/16

- Кубок Тунісу
  -  Володар (1): 2014/15

- Кубок конфедерації КАФ
  -  Володар (1): 2015